# Paddel

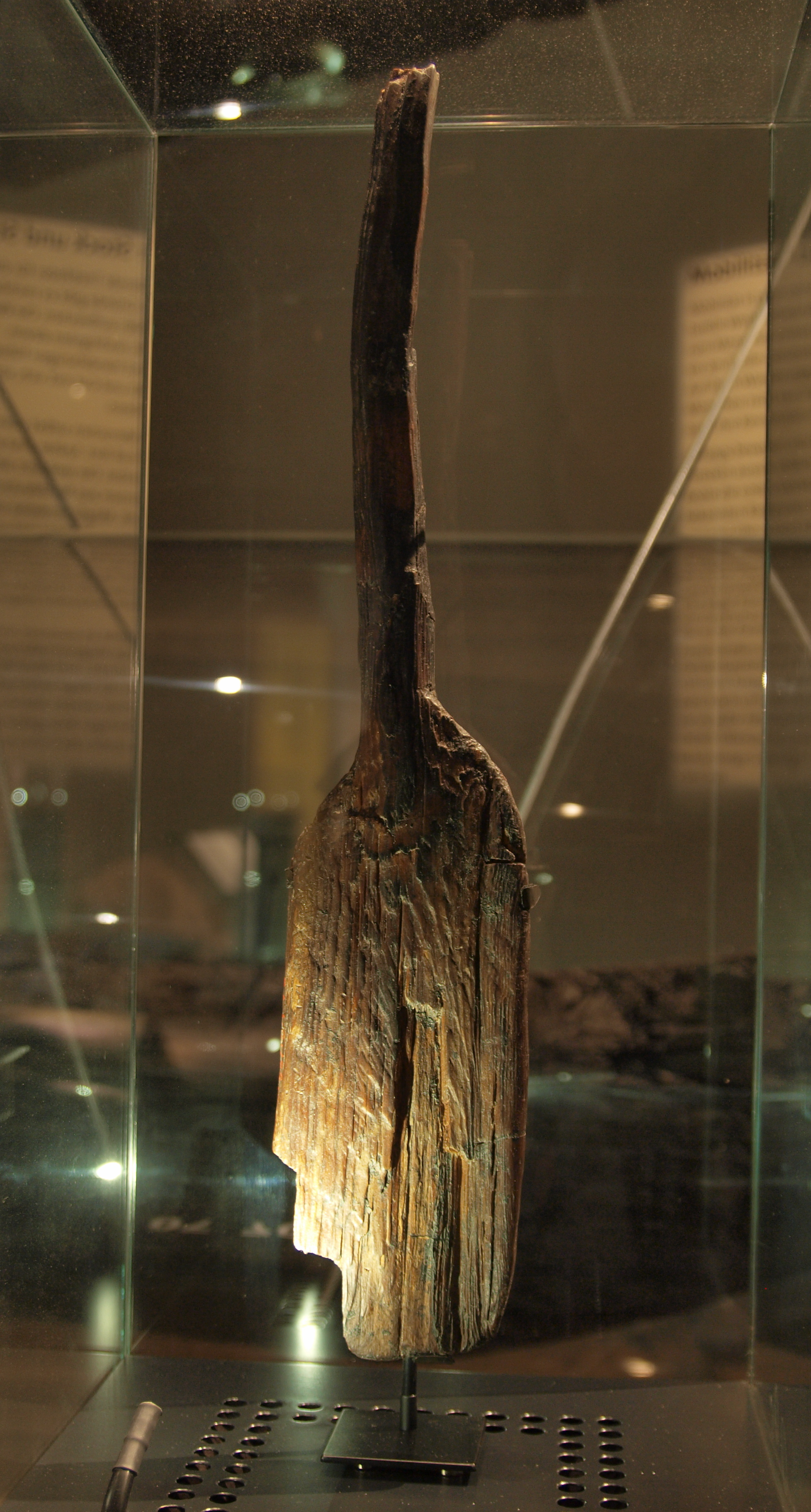
Das Paddel von Duvensee, das weltweit zweitälteste Holzpaddel (mesolithisch um 6200 v. Chr.)

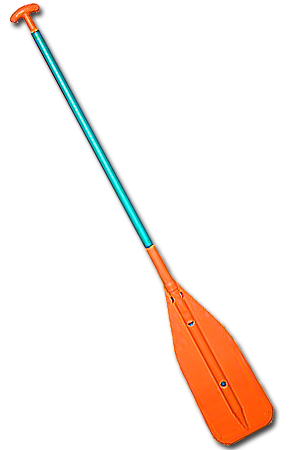
Stechpaddel zum Rafting

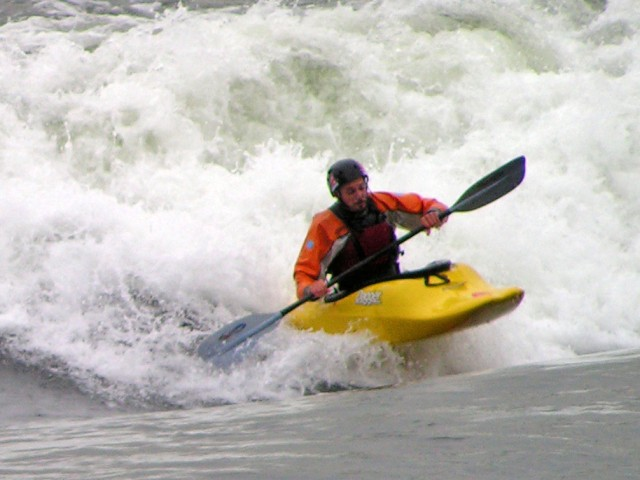
Doppelpaddel eines Kanu Freestylers

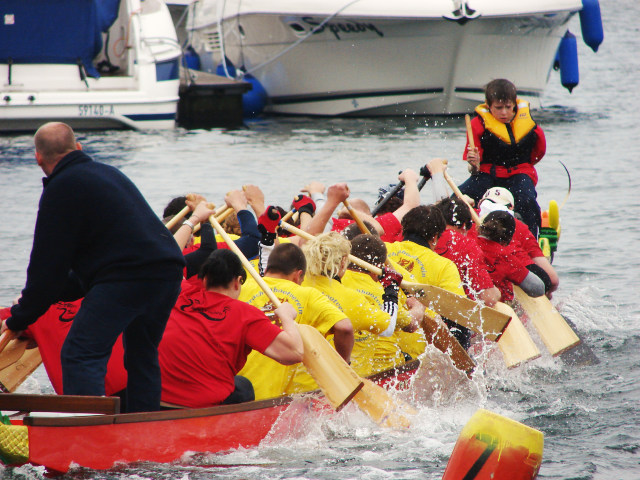
Drachenboot-Stechpaddel

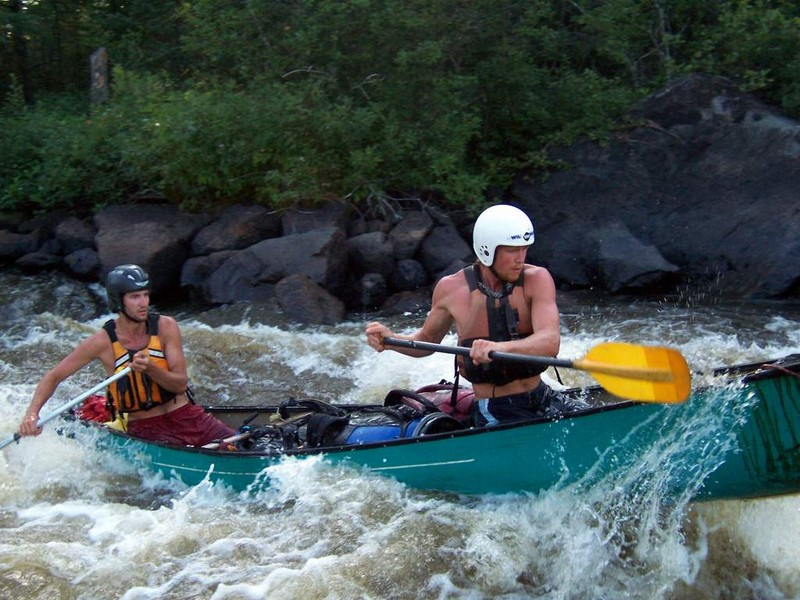
Kanadier-Stechpaddel

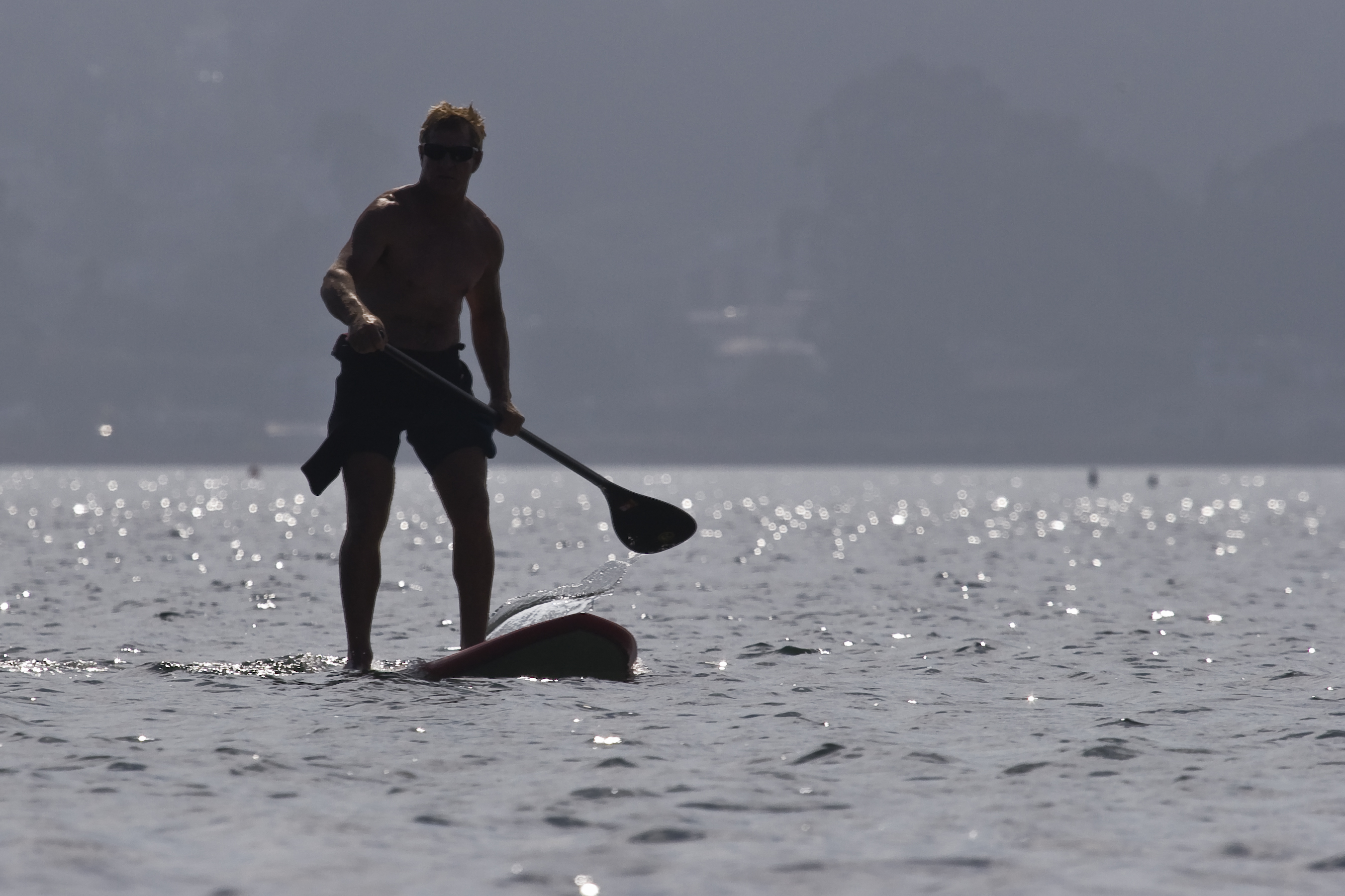
Stechpaddel eines Stand-Up-Paddlers

Ein Paddel dient der Fortbewegung eines Bootes bzw. Einbaums mittels Arm- und Rumpfkraft, dem Paddeln. Das Paddel von Duvensee (Helms-Museum Inventarnummer MfV1926.112:182) ist der erhaltene Teil eines mesolithischen Paddels, das 1926 bei Ausgrabungen im Duvenseer Moor bei Klinkrade Kreis Herzogtum Lauenburg in Schleswig-Holstein gefunden wurde ist das zweitälteste Paddel der Welt. 
Im Gegensatz zum Riemen und zum Skull werden Paddel ohne Gegenlager am Boot frei mit den Armen geführt. Der Paddler sitzt dabei in der Regel mit Blick in Fahrtrichtung.

## Bauarten
Es wird unterschieden zwischen:
- zwei Paddelblätter: Doppelpaddel beim Kajak
- ein Paddelblatt: Stechpaddel beim Kanadier, Drachenboot, Auslegerkanu,SUP, Schlauchboot, einschließlich Rafting; auch Behelfsantrieb von Segelbooten bei Windstille

## Verwendung
Das Paddel wird bei Kanus und vielen Schlauchbooten als einziges oder hauptsächliches Mittel zum Antrieb und zur Steuerung verwendet. Insbesondere Stechpaddel werden auch von vielen verschiedenen anderen Booten verwendet, dort als Hilfs- oder Notantrieb. Zum Beispiel bei Segelbooten werden Paddel, hier Pagaie oder Petschel oder Holzwind genannt, zum Manövrieren im Hafen oder bei Flaute verwendet.
Das Paddel wird mit dem Blatt vorne ins Wasser eingesetzt, und dann das Boot am Paddelblatt vorbeigezogen. Am Ende der Bewegung wird das Paddelblatt wieder aus dem Wasser herausgezogen (siehe auch Paddelschlag).
Teilweise wird mit dem Paddel ein Boot auch nur gesteuert (große Kanadier und manche Auslegerkanus).

## Aufbau
Paddel bestehen aus:
- Paddelknauf (nur Stechpaddel)
- Paddelschaft
- Schaftwurzel
- Paddelblatt
  - Blattschulter
  - Blattkante

### Paddelknauf

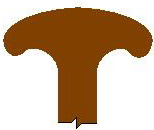
T-Knauf

Der Paddelknauf ist das obere Schaftende am Stechpaddel. Zwei Ausführungen sind gängig: Der Palmknauf, wie er vorwiegend bei Holzpaddel verwendet wird, und der T-Knauf (auch „Spatengriff“ genannt). Der Knauf dient der Kontrolle der Paddelblatt-Anstellung.
Doppelpaddel besitzen keinen Knauf. Ein teilbares Doppelpaddel kann jedoch durch zwei Schaftstücke mit Knauf zu zwei Stechpaddel umfunktioniert werden.
Stechpaddel, die als Motorboot- und Yachtzubehör angeboten werden, verfügen teilweise über einen zum Fanghaken ausgeformten Knauf.

### Paddelschaft
Der Paddelschaft verbindet bei einem Doppelpaddel die zwei Paddelblätter miteinander. Bei einem Stechpaddel ist auf einer Seite das Paddelblatt und auf der anderen Seite ein Griff am Paddelschaft befestigt.
Die meisten Paddelschäfte sind gerade und rund. Es gibt jedoch auch Spezialschäfte, die einen geknickten Schaft oder ein ovales Rohr besitzen. Das im Griffbereich ovale Rohr erleichtert die Paddelführung, speziell im Wildwasser.
Insbesondere für Kinder, aber auch für Paddler mit kleineren Händen ist der richtige Schaftdurchmesser wichtig.
Die Schaftlänge ist das wichtige Kriterium für die richtige Paddelgröße und soll passend zur Körpergröße und Armlänge gewählt werden. Allerdings wird von vielen Herstellern nach wie vor die Gesamtlänge des Paddels angegeben, inklusive der Blattlänge die je nach Verwendung (Wander- bzw. Wildwasserpaddel) sehr unterschiedlich sein kann.

### Schaftwurzel
Die Schaftwurzel, teilweise auch Blattwurzel genannt, ist der Übergang vom Schaft in das Blatt. Wichtig sind hier harmonische Querschnittsänderungen, damit die Kräfte beim Paddelschlag gut zwischen Schaft und Blatt weitergegeben werden können und keine Spannungsspitzen entstehen. An der Ausgestaltung der Schaftwurzel lässt sich die Produktqualität eines Paddels abschätzen. Bei Paddel aus dem Niedrigpreissegment reicht die Blattwurzel nur wenige Zentimeter in das Blatt hinein. Der Übergang vom Schaftquerschnitt zum Blatt ist dabei vergleichsweise rapide. Hochwertigere Paddel besitzen eine Blattwurzel, die mit einer gleichmäßigen Querschnittsangleichung bis zur halben Blattlänge oder noch weiter reicht, bei verschiedenen Ausführungen bis zur Blattkante. Bei Stechpaddeln aus Holz ist die Schaftwurzel oft nicht mehr als eine Verdickung des Paddelblatts.

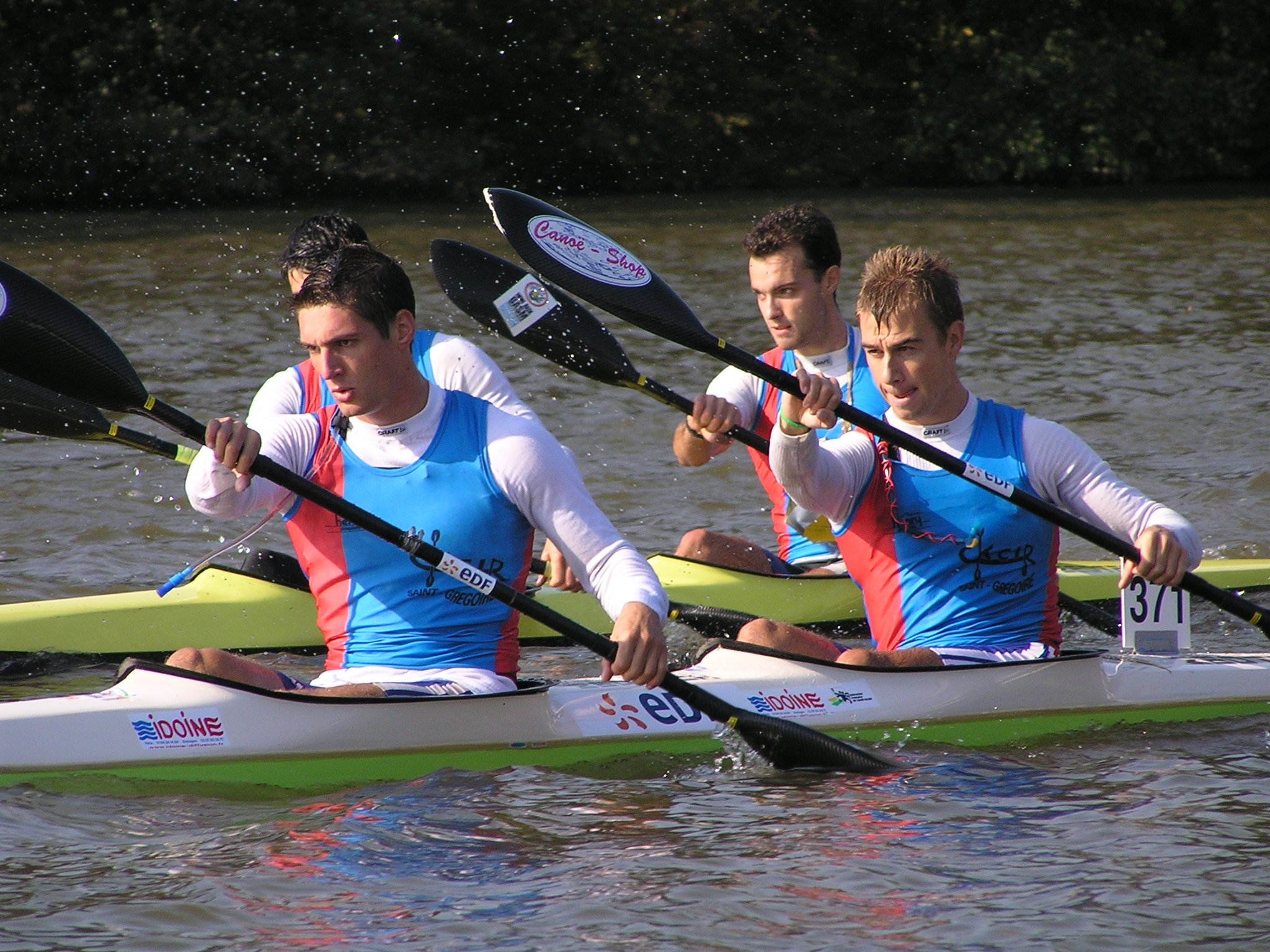
Wing-Paddel eines Renn-Kanuten

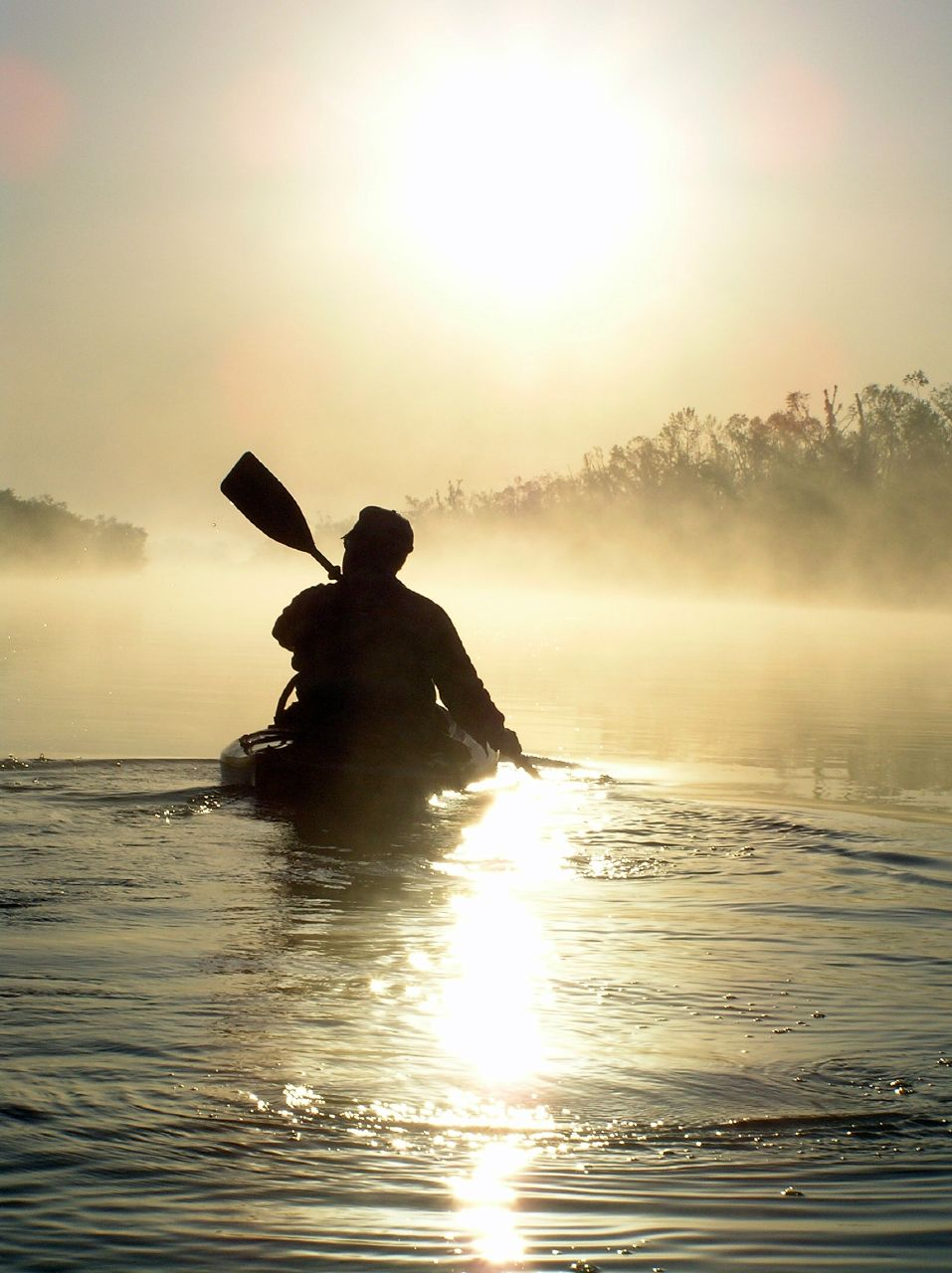
Symmetrisches Kajakpaddel

### Paddelblatt
Das Paddelblatt ist beim Doppelpaddel das äußere Ende des Paddels, beim Stechpaddel das untere Ende, und über die Schaftwurzel am Paddelschaft befestigt. Die Ausführung des Paddelblatts kann sehr unterschiedlich sein und wird stark vom vorgesehenen Einsatzzweck und -bereich beeinflusst. Für den Einsatz im Wildwasser z. B. sind die Paddelblätter eher kurz und breit, für große offene Gewässer eher schmal und lang.
Paddelblätter können symmetrisch oder asymmetrisch sein, wobei der Begriff symmetrisch für Kajaks und Kanadier unterschiedliche Bedeutung hat. So gelten gekehlte Stechpaddel als asymmetrisch, da es eine eindeutige Vorder- bzw. Rückseite gibt. Doppelpaddel gelten als asymmetrisch, wenn die Blattform beiderseits der Schaft-Längsachse unterschiedlich ist.
Als Vorderseite des Paddelblatts wird die Seite bezeichnet, auf die während des Paddelschlags der Wasserdruck wirkt. Die Vorderseite zeigt somit beim Paddeln in der Regel nach hinten.

#### Blattschulter
Der obere bzw. innere Abschluss des Paddelblatts, beidseitig der Schaftwurzel, wird als Blattschulter bezeichnet. Bei Paddel, die mehr im Wildwasser eingesetzt werden, findet sich oft eine „stehende“ Schulter, um auch mit einem kurzen Blatt eine große Blattfläche zu erhalten. Paddel für offene Gewässer haben mehr eine „hängende“ Schulter mit einem sehr flachen Winkel zwischen Schulter und Schaft. Das traditionelle Eskimo-Paddel stellt mit seinem sehr langen und schmalen Blatt mit stark hängender Schulter die Extremform dar. Paddel mit hängender Schulter können deutlich näher an der Bordwand geführt werden.

#### Blattkante
Der äußere bzw. untere Abschluss des Paddelblatts ist die Blattkante. Sie wird durch Grundberührung (unbeabsichtigt bei Wildwasser- oder Flachwasserpaddeln; absichtlich beim Staken) mechanisch stark beansprucht. Daher ist die Blattkante oft verstärkt.
Der Kantenschutz ist teilweise als Metallschiene (aufgestecktes U-Profil oder eingearbeitete Metallleiste) ausgeführt, teilweise als Kunststoffkante aus schlagzähem Material. Edle Holzpaddel verfügen teilweise über eine eingearbeitete Hartholzleiste. Bei Kunststoffblättern erübrigt sich je nach verwendetem Werkstoff ein Kantenschutz aus einem speziellen Material. Der Kantenschutz kann dann als eine spezielle Formgebung (z. B. Aufdickung) ausgeführt sein.
Eine beschädigte Blattkante kann zu merklichen Effizienzeinbußen beim Paddelschlag führen.

## Materialien

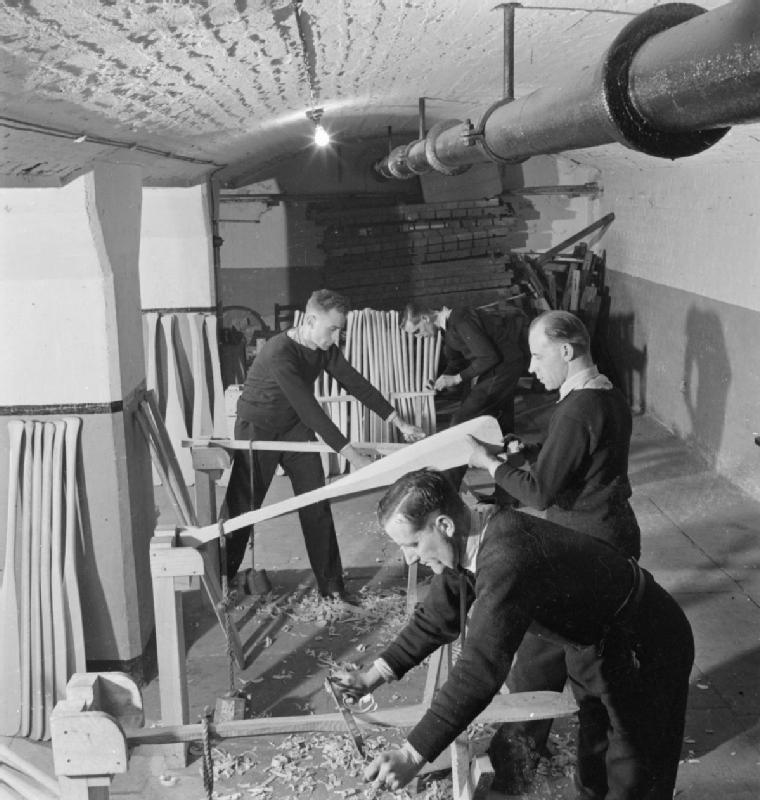
Holzpaddel-Herstellung mit Zugmesser

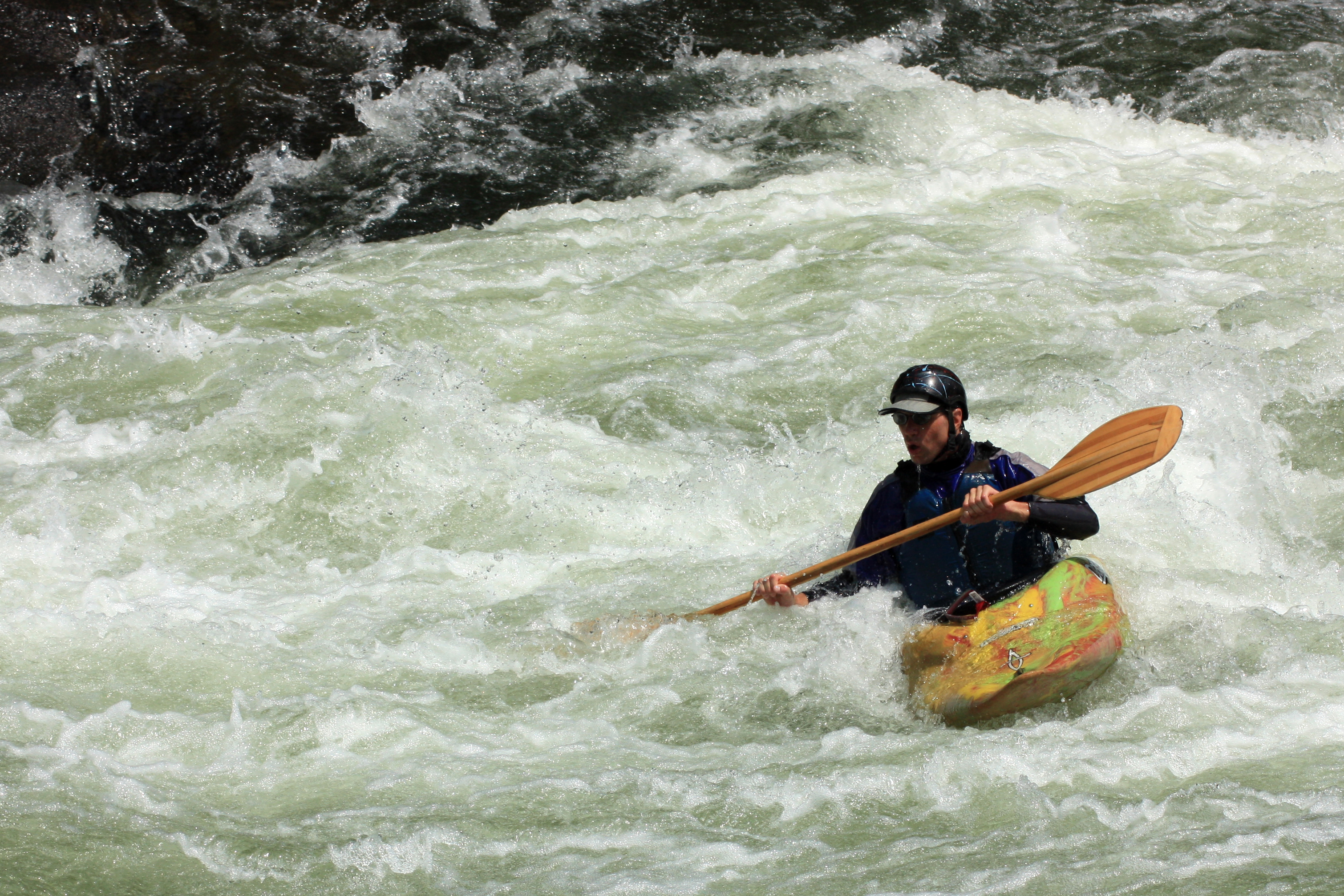
Selten: Holzpaddel im Wildwasser

Das traditionelle Material für Paddel ist Holz. Selbst in arktischen Gebieten ohne eigenen Waldbestand wurden Paddel aus Holz – hier meist aus Treibholz – hergestellt. Heutzutage werden für Paddel (insbesondere für Doppelpaddel) jedoch überwiegend Kunststoffe (zum Beispiel GFK, CFK, Polyester, Aramid (Kevlar), Polyurethan-Schaum (RIM), Polystyrol, oder Polyamid (Nylon)) verwendet, da diese robuster – was insbesondere im Wildwasser wichtig ist – und zum Teil auch leichter sind. Für Schäfte wird gelegentlich auch Aluminiumrohr verwendet. Bei Stechpaddeln ist Holz als Werkstoff aber immer noch sehr verbreitet.